# Вагидов, Абдулла Магомедович
Абдулла́ Магоме́дович Ваги́дов (22 ноября 1940, Дейбук, Дагестанская АССР — 9 марта 2015, Махачкала) — советский и российский литературовед, даргинский писатель, доктор филологических наук (1989), профессор. Проректор Дагестанского университета (1974—1992), ведущий научный сотрудник Института языка, литературы и искусства Дагестанского научного центра Российской академии наук.

## Биография
Родился в 1940 году в селе Дейбук (ныне в Каякентском районе Дагестана). В 1957 г. окончил Сергокалинское педагогическое училище, в 1989 — докторантуру АОН при ЦК КПСС. Был членом КПСС, членом Союза писателей СССР (1979) и Дагестана.

## Основные работы
- По пути традиций и поиска. Махачкала, 1976;
- Становление и развитие даргинской поэзии. Махачкала, 1979;
- Социалистический реализм и развитие даргинской литературы. Махачкала, 1987;
- Претворенные заповеди. М.: Современник, 1988;
- Восхождение к единству. Махачкала, Дагучпедиздат, 1991;
- Эволюция творчества Р. Рашидова. Махачкала: Изд-во Дагестанского ун-та, 1998;
- Зрячая душа. Махачкала: Изд-во Дагестанского ун-та, 1998;
- Хабиб Алиев. Творческий портрет. Махачкала: Изд-во Дагестанского ун-та, 1999;
- Фазу Алиева. Махачкала,: Изд-во Дагестанского ун-та, 1999;
- Дагестанская проза второй половины XX века. Махачкала: Даг. книж. изд-во, 2005;
- Очерки даргинской литературы 1960—1990-х годов. Махачкала, 2013.

## Награды и премии
- Премия имени О. Батырая
- Почетная грамота Президиума Верховного Совета Дагестанской АССР